# Real Deal
"Real Deal" é uma canção da cantora e compositora britânica Jessie J, gravada para o seu quarto álbum de estúdio, R.O.S.E.. Ela foi escrita por Shuggie Otis, Jessie J e Darhyl Camper, com produção de Camper e Kuk Harrell. A canção foi lançada em 11 de agosto de 2017, através da Republic Records. O single é parte de uma campanha com a M&M's.

## Fundo
Jessie se associou com a M&M's e Incredibox para desvendar a canção. Os fãs puderam desbloquear um trecho escondido da música depois de jogar um jogo "Bite Size Beats", uma plataforma de caixa de batida interativa. Ela também provocou stills de uma gravação de vídeo musical não especificada. Ela disse à Forbes que este single não é tirado de um próximo álbum, ela também twittou: "Primeiro single? Nah... Isso sou eu apenas me esquentando." A canção, eventualmente, tornou-se parte de seu álbum, R. O. S. E.

## Composição
"Real Deal" representa uma partida musical para a cantora, afastando-se das "vibrações do poder-pop" de sua músicas anteriores, e, em vez disso, incorpora elementos da velha escola do R&B. Jessie J descreveu o single como tendo uma "vibe de verão". Mike Waas do Idolator escreveu que a canção contém um "distinto hip hop de borda." A produção do single contém tambores contundentes.

## Recepção crítica
Rap-Up chamou a música de "uma produção bombástica com bateria contundente", e sentiu que "a sirene cheia de alma abençoa a faixa de bater a cabeça com melodias contagiantes e letras otimistas sobre um romance promissor". Mike Waas do Idolator, descreveu a canção como "um bop rítmico com um toque hip-hop distinto" e "uma mudança radical de ritmo para o britânico", e escreveu que não tem "vibrações de poder-pop" dos seus singles anteriores "Bang Bang" e "Burnin' Up". Da mesma forma, Katrina Rees, da CelebMix, opinou que a faixa "nos leva a uma direção musical um pouco nova" e "se afasta de seu clássico e poderoso som pop".

## Créditos
Créditos adaptados a partir do Tidal.
- Jessie J – composição, vocal
- Shuggie Otis – composição
- Darhyl Camper – composição, produção, programação
- Kuk Harrell – produção
- Simone Torres – engenharia
- Iván Jiménez – assistente de mixagem
- David Nakaji – assistente de mixagem
- Jaycen Joshua – mixagem